# Веселов, Александр Иванович
Алекса́ндр Ива́нович Весело́в (род. 22 июня 1958, Северск, Томская область) — советский и латвийский хоккеист, нападающий. Мастер спорта СССР международного класса.

## Биография
Уроженец Северска, хоккеем начал заниматься в томской ДЮСШ. В 1976 году на региональном турнире в Ангарске получил приглашение от тренера рижского «Динамо» Эвалда Грабовского. С сезона 1977/78 играл за «Динамо» и «Латвияс Берзс». В 1980 году клуб возглавил Владимир Юрзинов, и Веселов из-за недоверия нового тренера по ходу сезона 1981/82 перешёл в «Ижсталь». Партнерами в нападении были Сергей Абрамов и Виктор Вахрушев.
Сезон 1985/86 отыграл в ЦСКА у Виктора Тихонова, с которым ранее работал в «Динамо». Участник суперсерии с клубами НХЛ.
Вернулся в Латвию, где жила его семья. Играл за «Динамо» (1986/87— 1987/88). Получив тяжёлую травму ноги, ушёл из спорта. Служил в Главном управлении Западного округа погранвойск КГБ СССР. В середине 1990-х годов вернулся в хоккей. До 43 лет играл за рижские клубы «Никс Брих» и «Лидо Нафта». Позже возглавил Рижскую таможню Латвии.

## Статистика выступления в высшей лиге
| Легенда | Легенда                    | Легенда | Легенда                   | Легенда | Легенда    |
| ------- | -------------------------- | ------- | ------------------------- | ------- | ---------- |
| И       | Количество проведённых игр | Штр     | Штрафное время            | +/−     | Плюс-минус |
| Г       | Голы                       | П       | Голевые передачи          | О       | Очки       |
| -       | Статистика неизвестна      | —       | Статистика не учитывалась |         |            |

| Сезон                    | Команда                  | И   | Г  | П  | О   | Штр |
| ------------------------ | ------------------------ | --- | -- | -- | --- | --- |
| 1977/78                  | «Динамо» (Рига)          | 14  | 3  | 0  | 3   | 4   |
| 1978/79                  | «Динамо» (Рига)          | 33  | 8  | 1  | 9   | 8   |
| 1979/80                  | «Динамо» (Рига)          | 38  | 8  | 4  | 12  | 6   |
| 1980/81                  | «Динамо» (Рига)          | 18  | 3  | 0  | 3   | 4   |
| 1981/82                  | «Динамо» (Рига)          | 4   | 1  | 0  | 1   | 0   |
| 1981/82                  | «Ижсталь»                | 5   | 0  | 0  | 0   | 2   |
| 1982/83                  | «Ижсталь»                | 41  | 17 | 3  | 20  | 16  |
| 1983/84                  | «Ижсталь»                | 44  | 16 | 6  | 22  | 30  |
| 1984/85                  | «Ижсталь»                | 34  | 22 | 10 | 32  | 8   |
| 1985/86                  | ЦСКА                     | 18  | 5  | 2  | 7   | 0   |
| 1986/87                  | «Динамо» (Рига)          | 35  | 5  | 2  | 7   | 4   |
| 1987/88                  | «Динамо» (Рига)          | 9   | 1  | 1  | 2   | 2   |
| Всего в чемпионатах СССР | Всего в чемпионатах СССР | 293 | 89 | 29 | 118 | 84  |